# 高子水居
31°31′33″N 120°16′43″E / 31.52593°N 120.27865°E

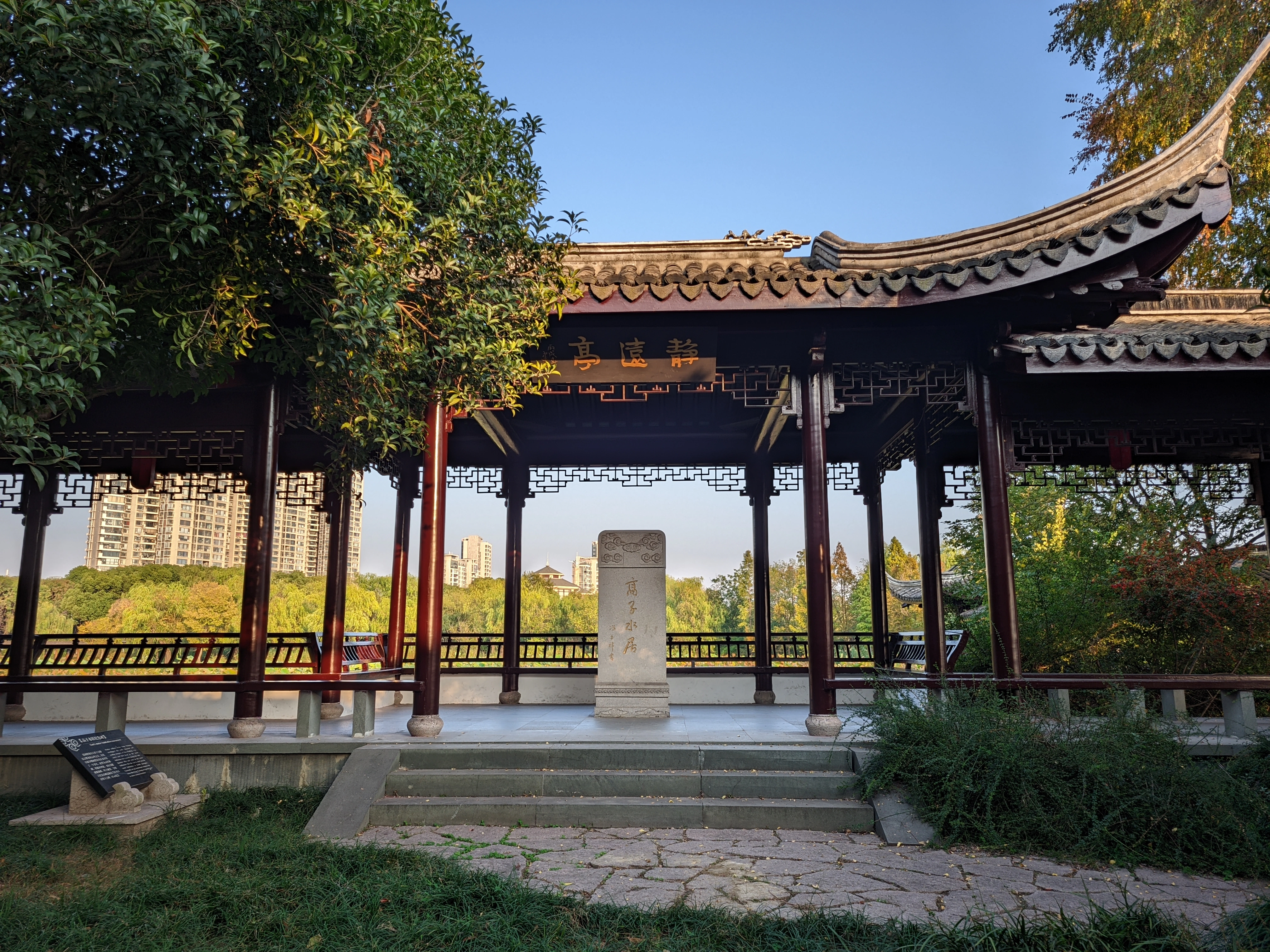
高子水居，碑文为冯玉祥手迹

高子水居是位于中国江苏省无锡市的一处人文景观与自然景观融为一体的纪念性园林，免费游览。

## 坐落位置
高子水居位于该市市区西南部东蠡湖北岸，北临金城西路，东侧是山水湖滨别墅区，西面临近蠡湖大桥。

## 概况
高子水居是明代东林党领袖之一高攀龙（1562年—1626年）隐居读书27年的地方。1598年（明万历二十六年），高攀龙辞官还乡，在蠡湖边的鱼池头水中构筑一座小楼，小楼四面开窗，可以望山，可以观水，可以清风送爽，可以阳光普照，可以明月作伴，因而高攀龙题名“可楼”。其外围筑一条曲堤，堤外便是蠡湖。
2006年4月，无锡市为打造山水文化名城，在高攀龙当年隐居的蠡湖水岸，设计修建了高子水居和高攀龙纪念馆。5月1日开放。主体建筑五可楼及景逸轩、云从阁、景逸桥等园林式建筑，东西向主园路两侧错落竖立了许多高攀龙的名言和诗文。

## 交通
- 59路
- 77路
- 103路